# Міхал Бржезіна
Мі́хал Бржезі́на (чеськ. Michal Březina; *3 березня 1990, Брно, Чехія) — чеський фігурист, що виступає у чоловічому одиночному фігурному катанні. Він — срібний призер Чемпіонату світу серед юніорів 2009 року і вперше переможець Національної Чеської першості з фігурного катання 2010 року, на дебютній XXI Зимовій Олімпіаді посів високе 10-е місце, а на дебютному Чемпіонаті світу з фігурного катання (2010) посів узагалі 4-те місце.

## Особисте життя
Міхал Бржезіна зацікавився хокеєм після Олімпіади 1998 року, на якій Збірна Чехії завоювала золоті медалі в цьому виді спорту. Його батько сказав йому, що для початку треба навчитися кататися на ковзанах. За якийсь час Міхал, однак, повністю переключився на фігурне катання.
У теперішній час він тренується переважно в рідному Брно, але також відвідує спортивно-тренерську базу в німецькому Оберстдорфі. Міхал має намір вивчати в університеті спортивні дисципліни, щоб стати в майбутньому тренером з фігурного катання.

## Кар'єра

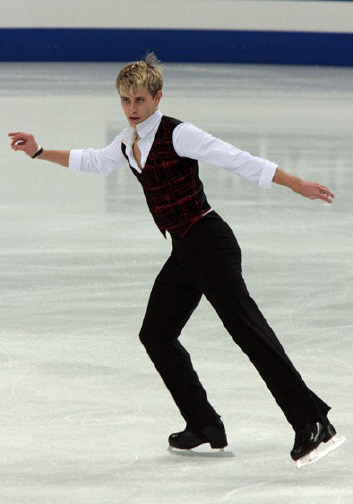
Міхал Бржезіна на ЧЄ 2009 року

Міхал Бржезіна виграв турнір «Nebelhorn Trophy»—2007, перемігши співвітчизника та чинного на той час чемпіона Чехії з фігурного катання Томаша Вернера. Два місяці потому він здобув свою першу медаль етапу юніорського Гран-прі з фігурного катання — срібну в Хемниці (Німеччина).
На своєму дебютному Чемпіонаті Європи з фігурного катання 2008 року Міхал стал 16-тим.
У подальшому фігурист пропустив чимало тренувального часу  через перелом руки, але на Чемпіонаті світу з фігурного катання серед юніорів 2008 року виступити зміг, посівши там високе 5-е місце.
У сезоні 2008/2009 Бржезіна виграв обидва своїх етапи юніорської серії Гран-прі, але Фінал юніорського Гран-прі з фігурного катання змушений був пропустити через травму коліна. Він переніс операцію, що також завадило йому взяти участь у Національній першості з фігурного катання 2009 року. Міхал зміг поновитися до Чемпіонату Європи 2009 року, де став 10-м, а потому здобув найвищий дотепер у своїй кар'єрі результат — виграв срібну медаль Чемпіонату світу з фігурного катання серед юніорів 2009 року.
У сезоні 2009/2010 Міхал Бржезіна виграв свою першу медаль дорослого етапу Гран-Прі з фігурного катання — бронзу турніру «NHK Trophy», він також обійшов свого титулованішого колегу по Збірній Чехії з фігурного катання Томаша Вернера, взявши золото на чеській першості з фігурного катання 2010 року, а також здобувши 4-те місце на Чемпіонаті Європи з фігурного катання 2010 року, нарешті був вищим за колегу Томаша Вернера по Олімпійській Збірній Чехії на олімпійському турнірі одиночників на дебютній для себе XXI Зимовій Олімпіаді у Ванкувері (Канада), посівши високе 10-е місце (після короткої йшов на 9-му місці). Відтак на ЧС-2010 поїхав він, а не Вернер, — на цій першості дещо сенсаційно Бржезина став 4-им.
У сезоні 2010/2011 знявся з 2 етапів серії Гран-Прі (Cup of China і Trophée Eric Bompard). Продовжилось суперництво Міхала із старшим колегою-збірником Вернером — поступився, ставши другим, на Чемпіонаті Чехії з фігурного катання, а на Чемпіонаті Європи з фігурного катання—2011 у Берні (Швейцарія) наприкінці січня після дуже вдалої короткої програми (2-е місце) провалив довільну (10-те місце), і зрештою посів 8-му позицію.
9 лютого 2022 року оголосив про завершення спортивної кар'єри.

## Спортивні досягнення
| Сезони/Змагання                                    | 2003/2004 | 2004/2005 | 2005/2006 | 2006/2007 | 2007/2008 | 2008/2009 | 2009/2010 | 2010/2011 |
| -------------------------------------------------- | --------- | --------- | --------- | --------- | --------- | --------- | --------- | --------- |
| Зимові Олімпійські ігри                            |           |           |           |           |           |           | 10        |           |
| Чемпіонати світу з фігурного катання               |           |           |           |           |           |           | 4         |           |
| Чемпіонати Європи з фігурного катання              |           |           |           |           | 16        | 10        | 4         | 8         |
| Чемпіонати світу з фігурного катання серед юніорів |           |           |           | 16        | 5         | 2         |           |           |
| Чемпіонати Чехії з фігурного катання               |           | 1 J.      | 1 J.      | 1 J.      | 2         |           | 1         | 2         |
| Етапи Гран-Прі: «Cup of China»                     |           |           |           |           |           |           | 4         |           |
| Етапи Гран-Прі: «NHK Trophy»                       |           |           |           |           |           |           | 3         |           |
| Етапи Гран-Прі: «Trophée Eric Bompard»             |           |           |           |           |           |           |           | WD        |
| Етапи Гран-Прі: «Skate Canada International»       |           |           |           |           |           |           |           | WD        |
| Турніри «Золотий ковзан Загреба»                   |           |           |           |           |           |           |           | 2         |
| Турніри: «Nebelhorn Trophy»                        |           |           |           |           | 1         | 2         | 3         | 7         |
| Турніри: «Finlandia Trophy»                        |           |           |           |           |           |           | 4         |           |
| Меморіал Карла Шефера                              |           |           |           |           |           | WD        |           |           |
| Етапи юніорського Гран-Прі, Італія                 |           |           |           |           |           | 1         |           |           |
| Етапи юніорського Гран-Прі, Франція                |           |           |           |           |           | 1         |           |           |
| Етапи юніорського Гран-Прі, Німеччина              |           |           |           |           | 2         |           |           |           |
| Етапи юніорського Гран-Прі, Австрія                |           |           |           |           | 7         |           |           |           |
| Етапи юніорського Гран-Прі, Чехія                  |           |           |           | 16        |           |           |           |           |
| Етапи юніорського Гран-Прі, Нідерланди             |           |           |           | 5         |           |           |           |           |
| Етапи юніорського Гран-Прі, Угорщина               |           | 12        |           |           |           |           |           |           |
| Турніри: «Gardena Spring Trophy»                   |           |           | 3 J.      | 2 J.      |           |           |           |           |

- J = юніорський рівень, WD = знявся зі змагань